# ADFX-01/02
ADFX-01/02 モルガン（英: ADFX-01/02 Morgan）は、ナムコ（後のバンダイナムコゲームス→バンダイナムコエンターテインメント）のPlayStation 2用フライトシューティングゲーム『ACE COMBAT ZERO THE BELKAN WAR』、同PlayStation 3用『ACE COMBAT INFINITY』、同PlayStation 4/Xbox One/Steam用『ACE COMBAT 7 SKIES UNKNOWN』に登場する架空の軍用機。

## 概要
『エースコンバットZERO』において、ADFX-02は最終ボスキャラクターの搭乗機として登場し、ADFX-01はプレイヤーが操縦可能な機体として登場する。『エースコンバット7』ではADFX-01がDLC第3弾として配信され、購入することでプレイヤーが操縦可能となる。
世界観は異なるものの『エースコンバット インフィニティ』にも複数種のADFX-01が登場し、プレイヤーが操縦可能であった。

## ストレンジリアル

### 開発経緯
1985年1月4日、ベルカ連邦の南ベルカ国営兵器産業廠は次期主力戦闘機の開発を目的としたADF計画に基づいて、全天候多用途戦闘機の技術検証機の開発を開始した。ベルカにおいて本機は2機が生産され、それぞれADFX-01とADFX-02の型式番号が与えられた。ADFシリーズ最初の機体であり、開発と実戦で得られたデータは後のADF-01に活かされた。
ADFXとは「Advanced Dominance Fighter Experimental」を意味する。また、コードネームとしてモルガンの名が与えられた。

### 特徴

#### 機体構造
翼構成はカナードと前進翼を持つエンテ型で、2枚の垂直尾翼は内向きに斜めの形状が取られている。この垂直尾翼の形状はステルス性を意識しつつ、かつTLSのような大型ユニットを搭載時に発生する乱流を抑制する意図がある。エンジンはやや左右の間隔を空けてWWX-GD-401を2基搭載している。カナードと前進翼というステルス性はさほど考慮していない設計から、第4.5世代機に分類されている。まったくステルス性を考慮していないわけではなく、機体の下側の面だけ斜めにカットされている。ランディングギアの前脚はダブルタイヤを採用しており、主脚は前線の整備されていない滑走路での使用を想定したタンデムダブルタイヤである。
コックピットはHUDの他に、4枚の多機能ディスプレイを採用したグラスコックピットである。
空中給油受油装置として胴体上部にフライング・ブーム方式に対応した受油口が設けられている。

#### 武装
一般的な戦闘機と比較しても特徴的かつ実験的な武装が多く、通常の短距離赤外線誘導ミサイルに加え、広範囲を爆砕可能な多用途炸裂弾頭ミサイル（MPBM）や戦術レーザーシステム（TLS）、電子妨害ポッド（ECMP）の運用能力が付与されている。
TLSは本機とはまた別系統で開発が進められていたものだったが、開発中に急遽本機への搭載が決定された。「ゾイサイト（zoisite）」という開発コードで呼ばれたこのレーザー砲はメガワット級の出力を持っていたものの、当時の技術力では小型化が難しかったため、本機の上部にピギーバック搭載する方法が取られた。搭載時には最大7Gの負荷になるよう機動にリミッターが設けられたが、パイロットの判断で解除することも可能である。発射基部の左右にある板は放熱板である。ADFX-01に搭載されているものは正面方向への照射しかできないが、ADFX-02に搭載されたものは照射方向の偏向により正面以外への攻撃が可能となっている。
MPBMは「ハイパーシン（hypersthene）」という開発コードで呼ばれたミサイルで、散弾ミサイルの一種である。ポリ窒素を採用したことで広大な加害範囲を持っているが、一方でポリ窒素は不安定な物質であり、安定性を確保するために本来の数十分の一にまで威力を低減している。ミサイルはロックオンした目標周辺まで飛翔し、分離した大量の子弾が連続して炸裂することで広い範囲を破壊する。ADFX-02に搭載されたものは誘導兵器として運用されず、機体周囲にばらまいて周辺の空間を制圧する用途として使用された。ベルカ戦争後も同名の開発コードで開発が続けられ、安定性を改善させたSDBMへと発展した。
ECMPは「モルガナイト（morganite）」という開発コードを持つ機体内蔵型の電子妨害装置で、敵ミサイルの誘導を妨害する。ADFX-02に搭載されたものはより強力で、あらゆる照準・誘導システムの動作をほぼ完全に妨害し、自機に向かう機銃弾の進路すら捻じ曲げる。弱点はエアインテークで、唯一このジャミングポッドの保護から外れている。モルガナイトは改良が続けられ、電子情報の収集や分析、支援、妨害を一手に担う統合電子戦システム（IEWS）へと発展を遂げ、本機に電子戦機として運用可能なほどの性能を付与している。
ハードポイントは翼下に4ヶ所あり、パイロンを備えることで短距離赤外線誘導ミサイルやMPBMの装備が可能である。機体上面の左右エンジンの間には、TLSを搭載可能とする4ヶ所の接続部がある。
固定兵装として1門のGiL 30mm機関砲を機首上面に搭載している。
ADFX-01は短距離赤外線誘導ミサイルのほかに別の武装は一種類しか搭載しないが、ADFX-02はすべて同時に搭載して実戦に臨んでいる。また、ADFX-02はミサイルサイロ基地であるアヴァロンダム要塞から発射される弾道ミサイルの管制が可能である。

### 運用
1995年に起こった国境無き世界の蜂起において、国境無き世界は南ベルカ国営兵器廠の開発施設をADFX-02と共に接収した。その際に国境無き世界と南ベルカ国営兵器産業廠の間で密約が交わされ、産業廠側は機体を提供する代わりに優秀なパイロットによる実戦データを要求した。パイロットはウスティオ空軍のガルム隊2番機としてベルカ戦争で戦果を上げたラリー・フォルク少尉が充てがわれた。また、本機にはアヴァロンダムから発射される試作型V2核ミサイルの管制能力が付与された。
1995年12月31日、ADFX-02は通常のミサイルに加え、TLSやMPBM、ECMPといった本機特有の武装をすべて搭載して出撃した。アヴァロンダムの上空でADFX-02はウスティオ空軍のガルム隊と交戦し、TLSによる先制攻撃でガルム隊2番機のF-16Cを撃墜した。その後ガルム隊1番機とドッグファイトを展開し、度重なる被弾によりTLSを損傷し油圧系統にも異常が発生した。この時点で7G制限のリミッターは解除され、一瞬ながら機体に11Gもの負荷がかかっていた。TLSは投棄され、続いてMPBMの全弾を機体周囲にばらまくように使用し空間制圧によって敵機撃墜を試みた。その後、試作型V2核ミサイルが発射され、本機がミサイルの管制を担った。ECMPによって機体を守りながらドッグファイトを展開したが、機体正面方向から攻撃を受けたことで左エンジン部に火災が発生、機体は爆発し撃墜された。また、管制を失った核ミサイルは空中で自爆した。パイロットのフォルク少尉は脱出に成功し、着地した地点の現地住民に保護された。ADFX-02の残骸からフライトレコーダーは回収され、後のADF-01の開発に活かされた。
戦闘に投入されなかったADFX-01は連合軍によって回収された。オーシア連邦は接収した機体を元にADFX-01の開発を継続し、原型機開発に携わった技術者の協力を得て少数機が生産された。オーシア軍において制式採用はされなかったものの、高いペイロード能力が評価され少数機が新兵器開発のテストベッドとして運用されている。
2011年にオーシアのノヴェンバー市で執り行われた航空式典では、式の最後にX-02AやADF-01 FALKENと共に3機編隊で展示飛行を実施した。
2020年6月30日にオーシアのレッドミル空軍基地で開催されたベルカ戦争終結25周年記念式典では、各国のエースパイロットが搭乗した機体によるエレファントウォークが実施され、その中に黒色のADFX-01が行進に参加している。また、オーシア国内における試作1号機がデモフライトを実施し、コブラ機動を見せる一面もあった。この試作1号機はプライマーの下地が残った状態で、機体各所にオレンジ色の配色が施されている。

### カラーリング

#### 設定上の塗装
もともとは白と黒の試験機カラーだった。
ベルカの暗い空に溶け込むように青色を基調としたマルチトーンの「Luft-T3」と呼ばれる制空迷彩が計画上のみ存在した。機体が2機しかなかったため、実際にこの迷彩は施されなかった。また、「Coppertone」というコードネームを持つ黄褐色の塗装例が存在する。偵察衛星によって観測されており、目立ちやすい黄褐色を採用したのはテスト機体のため視認のしやすさを狙ったものという推測がされている。その後、すぐに別のカラーリングになった。
国境無き世界に接収されたADFX-02はラリー・フォルクの意匠に合わせた塗装が施された。1993年の戦闘で片方の主翼を破壊されながらも無事に基地へ帰還し「片羽の妖精」と呼ばれるようになった経歴から、前の搭乗機だったF-15Cのカラーリングを受け継ぐ形で、機体全体は試験機カラーを基調としつつ右翼だけを赤色に塗装した。コックピット側面と垂直尾翼にはベルカの国籍マークが施されている。

#### プレイヤー用の塗装
『ZERO』ではプレイヤー機のカラーリングは基本的に5種類から選択できる。プレイヤー機として使えるADFX-01は、全体的に赤色を基調としたスタンダードカラー、Luft-T3を再現したマーセナリーカラー、全体的に黒色を基調としたソルジャーカラー、Coppertoneを再現したナイトカラー、ラリー・フォルクのカラーリングを再現したスペシャルカラーからなる。『ZERO』ではエンブレム等の変更はできないため、いずれのカラーでもガルム隊のエンブレムやウスティオ空軍所属を示すU.A.Fの表記が施される。
『7』でのADFX-01はDLC第3弾「ADFX-01 Morgan Set」単体で、オーシアスキン、エルジアスキン、スペシャルスキンの3種類に加えて、オーシアスキンをベースに主人公のパーソナルマーク等を施したメイジスキン、スペアスキン、ストライダースキンの3種類、およびピクシースキンの計7種類が使用可能である。また、その後発売された「25th Anniversary DLC - Cutting-edge Aircraft Series -」を購入すると、Block 1スキンとグローウィングレッドスキンの2種類が追加される。オーシアスキンは全体的に黒色を基調としており、エルジアスキンはLuft-T3を再現している。スペシャルスキンはラリー・フォルクが用いたカラーリングを再現したものとなっている。ピクシースキンは『ZERO』でプレイヤーが扱えたスペシャルカラーを再現したものとなっており、ピクシーという名に反してラリー・フォルクが搭乗したADFX-02を再現したものではなく、ガルム隊のエンブレムとウスティオ空軍所属を示すU.A.Fの表記が施されている。Block 1スキンは『インフィニティ』で扱えた「ADFX-01 -Block1-」を再現したもので、グローウィングレッドスキンは、機体全身が赤く輝いているものである。

## エースコンバット インフィニティ
ADFX-01 -Block1-
『エースコンバット インフィニティ』のサービス開始と同時に「ADFX-01-Block1 "Morgan"」がスペシャルチャレンジの報酬として実装された。2015年1月22日のアップデートで通常機体の「ADFX-01 "Morgan"」が追加されたことにより、名称が「ADFX-01 -Block1-」に変更された。
某国の計画案を基に国連軍が製造した戦闘機の試作機で、各要素のバランスを総合的に確認するために作られた。Block1は最も初期の試作機群を指している。TLSは開発途上にあり、実戦での適切な出力を検証するため照射回数に制限が施されている。
カラーリングはライトシーグレイをベースに各所にレモンイエローが施されている。イベントスキン#01として、レモンイエロー部がオレンジ色となったスキンも別途入手・選択可能である。武装は通常ミサイルに加えて特殊兵装としてTLS、QAAM、ECMが装備可能である。
ADFX-01 -Pixy-
2014年7月1日から「ADFX-01 "Morgan"」が実装された。『ZERO』のラリー・フォルクの塗装を再現したものだが、世界観に合わせて国連軍を示すUNFの表記が施されている。2015年1月22日のアップデートで通常機体の「ADFX-01 "Morgan"」が追加されたことに併せ、名称が「ADFX-01 -Pixy-」に変更された。
妖精と呼ばれた歴戦のエースパイロットの乗機を模したADFX-01の特別機体で、ピーキーな飛行特性のまま機体性能が引き上げられた。オリジナル機は数々の試験技術の実証をこなしてきたが何らかの理由により失われ、「妖精」の最後の乗機として記録に残っている。
武装は通常ミサイルに加えて、特殊兵装としてTLS、MPBM、ECMを装備可能としている。カラーリングは通常のラリー・フォルク仕様カラーに加えて、イベントスキン#01としてキャノピーが金色のものが実装された。
ADFX-01 "Morgan"
2015年1月22日から実装された。黒色を基調としている。
国連軍が某国の試験開発機を接収して完成させた戦闘機で、第4.5世代戦闘機に分類される。ステルス機全盛の時代では有効性が実証できず、試験機にとどまった。開発コードネームの「モルガン」は、アーサー王伝説に登場する妖精モルガン・ル・フェイに由来している。
武装は通常ミサイルに加えて、特殊兵装としてTLS、MPBM、ECMを装備可能としている。イベントスキン#01としてLuft-T3を再現したものが実装された。

## デザイン
時系列的に後の作品の『エースコンバット5』に登場する「ADF-01 FALKEN」の原型機という設定から、機体デザインは未来的なFALKENに既存の戦闘機のデザインを取り入れることで時代背景を喚起させることを意識している。全体的にはX-02とFALKENの中間的位置付けを目指し、空戦主体機とステルス機の過度期を表している。
一般的に戦闘機の武装は機体下面に搭載されるが、本機ではTLSが機体上面に搭載された。理由のひとつは大型航空機に搭載されるようなレーザー兵器は大型になることが想定されたため、戦闘機に載せるにはスペースが足りないという点である。もうひとつは『エースコンバットZERO』の最終局面において、レーザーを前方以外にも照射できる方が自由度が保てるため、機体下面より上面が望ましいというゲームデザイナーからオーダーがあったためである。このふたつの理由により、TLSが機体上面に搭載されることとなった。

## 立体化
ワンダーフェスティバル2020［冬］にてコトブキヤはADFX-01のプラモデル商品化を発表した。作品タイトルは特定の作品名を挙げず「ACE COMBAT」としており、各タイトル毎の3Dモデルの再現ではなく1/144として最適な形状やディテールを目指したためとしている。2021年3月25日に、「7」のスキン03,07を再現した通常版と、無塗装の「for Modelers Edition」の2種で発売された。

## 参考資料
- PS2ソフト『ACE COMBAT ZERO THE BELKAN WAR』 ナムコ、2006年。
- 『エースコンバット・ゼロ ザ・ベルカン・ウォー パーフェクトガイドブック』 エンターブレイン、2006年。
- エースコンバット アサルトホライゾン限定版付属ブックレット『ACES at WAR A HISTORY』 バンダイナムコゲームス、2011年
- エースコンバット7 コレクターズエディション付属ブックレット『ACES at WAR A HISTORY 2019』 バンダイナムコエンターテインメント、2019年